# Ede Donáth

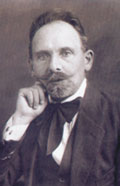
Der ungarische Komponist und Dirigent Ede Donáth

Ede Donáth [ˈɛdɛ ˈdonaːt] (* 5. Mai 1865 in Besztercebánya/Neusohl/Banská Bystrica, Königreich Ungarn; † 30. April 1945 in Budapest) war ein ungarischer Dirigent und Komponist.

## Leben
Seine Eltern waren mährischer Abstammung. Sein Vater Moritz war Rabbi in Puncho, einer armen Gemeinde im Komitat Trentschin.
Donáths musikalisches Talent wurde früh, im Alter von 12 Jahren, vom Organisten der örtlichen Kapelle erkannt, als er ohne vorherige Anleitung ein orientalisches Intermezzo komponierte. Sein Vater unterstützte seine musikalischen Tätigkeiten nicht und verlangte, dass er Geschäftsmann werde.
Ede begann seine musikalischen Studien heimlich in Pressburg beim Dirigenten József Thiard-Laforest an der örtlichen Kathedrale. Dieser war ein Freund von Franz Liszt. Hier studierte er Musiktheorie und Harmonielehre und in Wien Orchestration beim Dirigenten Mór Solling. Später arbeitete er in Pressburg als Organist und gab privat Klavierunterricht.
1897 engagierte ihn Lajos Serly, der Direktor des Kisfaludy-Theater in Óbuda (ein Bezirk in Budapest), als Assistenz-Dirigenten.
Von 1910 an war er Kapellmeister am Feld-Theater in der Budapester „Városliget“ und von 1925 bis zu seinem Tod Chorleiter an der Synagoge in der Dohány-Straße.
1911 unternahm er eine Forschungsreise, auf der er arabische, persische, hebräische und urchristliche Gesänge und Lieder studierte und sammelte.
Er schrieb Schauspielmusiken zu mehreren Bühnenwerken. Seinen größten Erfolg hatte er mit der Operette „Shulamith“ (1899), der das gleichnamige Theaterstück Abraham Goldfadens zugrunde liegt. Dieses Werk wurde über 500 Mal aufgeführt.
Ede Donáth überlebte den Terror der Nazi-Verfolgung im Budapester Ghetto und starb kurz nach der Befreiung Ungarns am 30. April 1945, fünf Tage vor seinem 80. Geburtstag.
Donáths Manuskripte werden in der Musikabteilung der Széchényi-Bibliothek in Budapest aufbewahrt.